# LH플렉스
LH플렉스는 SBS 개그 프로그램 웃음을 찾는 사람들 출신 개그맨인 김형인이 운영하고 있는 유튜브 채널이다.

## 다큐멘터리
- 공감대교
- 형인간극장

## 예능
- FAT미더머니
- 쇼부왕
- Saturday Tonight-해명인형인
- 출발 드런팀

## 웹드라마
- 비열한 삼거리
- 땁
- 비열한 사거리(비열한 삼거리 시즌2)
- 나가요
- 하오하오